# Leslie (métro de Toronto)
Leslie est une station de la Ligne 4 Sheppard du métro de Toronto, au Canada. Elle se situe au 1209 de Sheppard Avenue, à hauteur de Leslie Street.

## Histoire
La station a ouvert le 24 novembre 2002, date de l'ouverture du tronçon entre les stations Sheppard-Yonge et Don Mills.
La station est fréquentée par une moyenne de 5 610 personnes par jour pour l'année 2010, ce qui en fait l'une des stations les moins fréquentées du réseau métropolitain.

## L'art dans la station
Elle dispose d'une œuvre de l'artiste canadien Micah Lexier intitulée Ampersand. Elle consiste en 17 000 carreaux de céramiques sérigraphiés comportant les inscriptions « Leslie » et « Shepard » écrites à la main, provenant de l'écriture de 3 700 personnes du quartier collectées en 1997.